# Höllberg (Westerwald)
Der Höllberg (auch Höllkopf genannt) ist ein Berg im Hohen Westerwald und mit 642,8 m ü. NHN vor Auf der Baar und Bartenstein der höchste hessische Berg des Mittelgebirges Westerwald, das mit der rheinland-pfälzischen Fuchskaute maximal 657,3 m ü. NHN hoch ist.

## Geographische Lage
Der Höllberg erhebt sich auf dem Gebiet der Gemeinde Driedorf, 2,8 km nordwestlich des Kernorts. Nördlich des Berges liegt der Ortsteil Heisterberg mit dem Naherholungsgebiet Heisterberger Weiher, südlich liegt der Ortsteil Mademühlen, sowie westlich der Ortsteil Hohenroth. Vom zuletzt genannten Dorf sind es wenige hundert Meter bis zur Landesgrenze nach Rheinland-Pfalz.

## Freizeit
Der Gipfel des Höllbergs bietet gute Aussichtsmöglichkeiten, und im Winter bietet sich am Berg die Möglichkeit zum Skifahren auf einer kurzen, aber steilen Piste. Der vorhandene Skilift wurde im Januar 2023 stillgelegt. Der dort ansässige Ski Club Höllkopf löste sich im gleichen Zuge nach 43-jährigem Bestehen auf.
Seit 2021 gibt es am Höllkopf den MTB BikePark Driedorf, welcher mehrere Trails für Mountainbiker mit unterschiedlichen Längen und Schwierigkeitsgraden bietet.

## Fernmeldeturm Höllberg

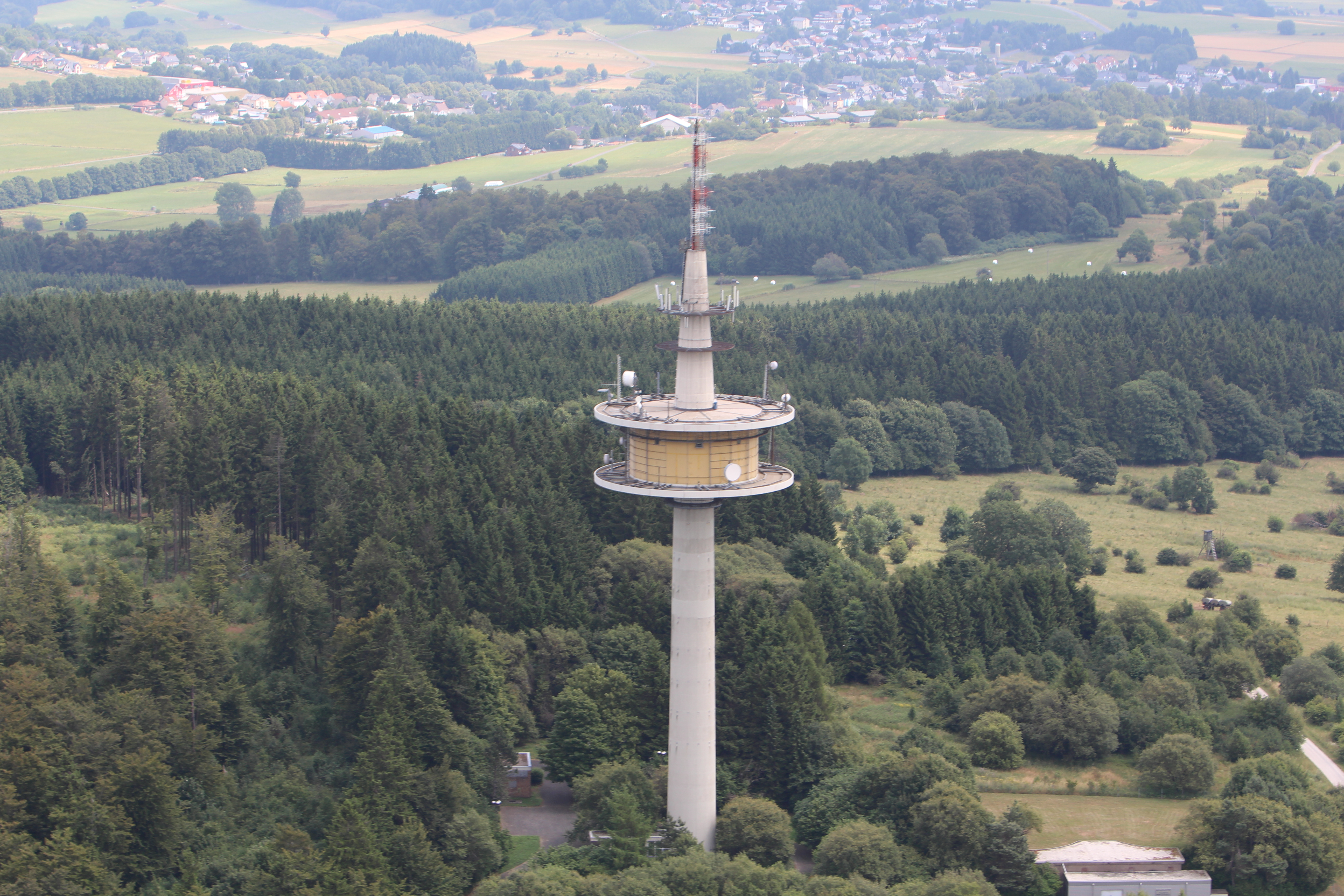
Fernmeldeturm Höllberg

Auf dem Höllberg steht der 93 Meter hohe Fernmeldeturm Höllberg (Typenturm vom Typ FMT 11). Der Fernmeldeturm wurde Ende der 1970er Jahre erbaut und ersetzte den damaligen veralteten Stahlturm. Der Typenturm maß zunächst 108 Meter Höhe, doch 1990 wurden die obersten 15 Meter der Spitze im Rahmen des Ausbaues des Siegerland-Flughafens wieder entfernt. Die oberste Betonplattform hat eine Höhe von 78 Meter, die darauf aufgesetzte Stahlspitze noch einmal eine Höhe von 15 Metern, so dass der Turm mit 93 Meter Höhe auf dem Höllkopf ragt und den nahen Windkrafträdern der Fuchskaute noch paroli bietet.

### Frequenzen und Programme

#### Analoges Radio (UKW)
Beim Antennendiagramm sind im Falle gerichteter Strahlung die Hauptstrahlrichtungen in Grad angegeben.
| Frequenz (MHz) | Programm      | RDS PS             | RDS PI                | Regionalisierung    | ERP (kW) | Antennendiagramm rund (ND)/gerichtet (D) | Polarisation horizontal (H)/vertikal (V) |
| -------------- | ------------- | ------------------ | --------------------- | ------------------- | -------- | ---------------------------------------- | ---------------------------------------- |
| 106,8          | Hit Radio FFH | _FFH-GI_, __FFH___ | D668 (regional), D368 | Mittelhessen/Gießen | 32       | D (80°-270°)                             | H                                        |

1) Manchmal dynamisch mit Sendungsinformationen, Musiktitelinformationen oder Webadressen
2) Dynamisch, teilweise mit Nachrichten